# 乐东吕宋黄芩
乐东吕宋黄芩（学名：Scutellaria luzonica var. lotungensis）为唇形科黄芩属下的一个变种。

## 扩展阅读
- 維基物種上的相關：乐东吕宋黄芩